# Karl-Josef Rauber
Pour les articles homonymes, voir Rauber.
Karl-Josef Rauber, né le 11 avril 1934 à Nuremberg (Bavière) et mort le 26 mars 2023 à Rottenburg am Neckar (Bade-Wurtemberg) , est un prélat catholique et diplomate allemand. En 2015, il est créé cardinal par le pape François.

## Biographie

### Formation
Après avoir obtenu son diplôme au gymnasium Saint-Michel de l'abbaye de Metten en 1950, Karl-Josef Rauber étudie la théologie et la philosophie catholique à l'université de Mayence. 
Le 28 février 1959, il est ordonné prêtre, en la cathédrale de Mayence, par Albert Stohr. 
En 1962, il commence des études de doctorat en droit canonique à l'université pontificale grégorienne de Rome ainsi qu'à l'Académie pontificale ecclésiastique. 

### Ministères
Après son ordination, Karl-Josef Rauber devient aumônier à Nidda jusqu'en 1962, date du commencement du Concile Vatican II. 
En 1966, il devient substitut du secrétaire d'État auprès de Giovanni Benelli. Il est alors principalement responsable des territoires germanophones. Le 22 décembre 1976, le pape Paul VI le titre « prélat d'honneur de Sa Sainteté ». 
En avril 2017, le cardinal est nommé envoyé spécial par le pape François pour le 375e anniversaire de la fondation du sanctuaire de Kevelaer en Allemagne.

### Épiscopat et nonciature
Le 18 décembre 1982, le pape Jean-Paul II le nomme archevêque titulaire d'Iubaltiana (de) et pro-nonce apostolique en Ouganda (en). Il est alors consacré le 6 janvier 1983 par Jean-Paul II lui-même, assisté de Eduardo Martínez Somalo et Duraisamy Simon Lourdusamy. Il choisit alors la devise « Caritas Christi urget nos » (« L'amour du Christ nous pousse »).
Le 22 janvier 1990, le pape Jean-Paul II le nomme président de l'Académie pontificale ecclésiastique. 
Le 16 mars 1993, il est nommé nonce apostolique en Suisse et au Liechtenstein (en), puis nonce apostolique en Hongrie et en Moldavie (en) le 25 avril 1997 et, enfin, nonce apostolique en Belgique (en) et au Luxembourg (en) le 22 février 2003.
Le 18 juin 2009, le pape Benoît XVI accepte sa démission en tant que nonce apostolique en Belgique (en), puis, le  24 juillet suivant, il l'accepte également pour sa charge de nonce apostolique au Luxembourg (en).
Union pontificale missionnaire du clergé Rauber se retire alors chez les sœurs de Schoenstatt tout en continuant à exercer plusieurs fonctions pour le diocèse de Rottenburg-Stuttgart.

### Cardinal
Le 4 janvier 2015, le pape François annonce sa future création comme cardinal, la cérémonie a lieu le  14 février 2015 en même temps que 19 autres prélats, il devient alors cardinal non-électeur car âgé de plus de 80 ans,. Il reçoit la diaconie de Sant'Antonio di Padova a Circonvallazione Appia. Il prend possession de celle-ci le 13 juin suivant.

### Mort
Karl-Josef Rauber meurt le 26 mars 2023 à Rottenburg am Neckar dans le Bade-Wurtemberg, à l'âge de 88 ans. Selon ses dernières volontés, il est inhumé le 31 mars 2023 dans la tombe de ses parents au cimetière teutonique du Vatican, après un requiem pontifical célébré par le cardinal doyen Giovanni Battista Re.

## Autres images

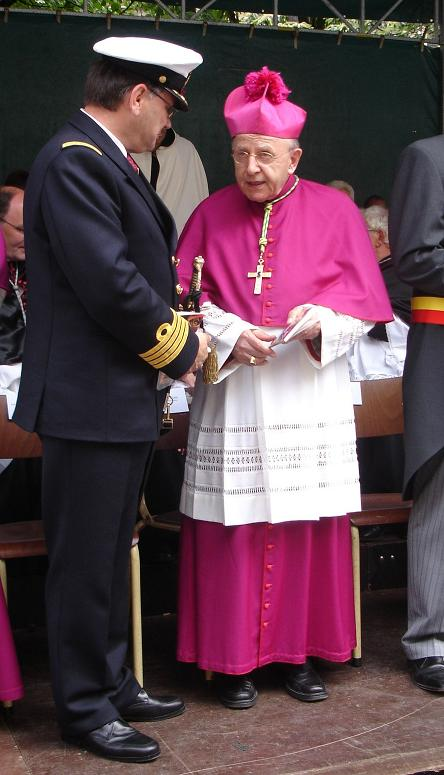
Karl-Josef Rauber